# Gliese 146
Gliese 146 (GJ 146, HD 22496) é uma estrela na constelação de Horologium. Tem uma magnitude aparente de 8,57, portanto tem um brilho baixo demais para ser visível a olho nu. Uma estrela relativamente próxima, está a uma distância de 44,4 anos-luz (13,6 parsecs) da Terra, determinada com precisão a partir de medições de paralaxe pela sonda Gaia.
Esta estrela é uma anã laranja com um tipo espectral de K6.5V, possuindo aproximadamente 68% da massa solar. Com uma idade de 970 milhões de anos, é uma estrela relativamente jovem e tem um alto nível de atividade cromosférica. Em 2021, foi anunciada a descoberta de um planeta extrassolar ao seu redor, com uma massa mínima de 5,6 vezes a massa da Terra.

## Propriedades
HD 22496 é uma estrela de classe K da sequência principal (anã laranja) com um tipo espectral de K6.5V. Tem uma massa de aproximadamente 68% da massa solar e um raio de 67% do raio solar. Sua fotosfera está irradiando energia com cerca de 13% da luminosidade solar a uma temperatura efetiva de 4 390 K, dando à estrela a coloração alaranjada típica de estrelas de classe K. Sua metalicidade, a abundância de elementos além de hidrogênio e hélio, é levemente inferior à solar, com uma abundância de ferro equivalente a 80% da solar. Seu movimento pelo espaço é consistente com associação da estrela ao disco fino da Galáxia, o qual é formado por estrelas mais jovens e inclui a maioria das estrelas na vizinhança solar.
O espectro de HD 22496 apresenta sinais de emissão nas linhas K e H de cálcio ionizado (Ca II), indicando que esta é uma estrela cromosfericamente ativa. Seu alto nível de atividade indica que é uma estrela relativamente jovem, com uma idade estimada em 970 milhões de anos. A partir de sua luminosidade em raios X, é calculado que possua em média uma erupção a cada cinco dias. O alto nível de atividade é observado também nos dados de velocidade radial da estrela, os quais variam de forma semirregular com um período igual ao período de rotação estelar de 35 dias.
Esta estrela já foi classificada como uma possível variável BY Draconis, uma classe de estrelas ativas que variam de luminosidade devido à presença de manchas estelares, com uma suposta variação de brilho de até 0,7 magnitudes. Sua curva de luz obtida pela sonda TESS, no entanto, não apresenta variações de brilho superiores a 0,1%, embora mostre variações fracas de brilho aparentemente causadas por atividade estelar. As primeiras observações da sonda (nos setores 3 e 4) revelam variabilidade com períodos equivalentes ao terceiro, quarto e quinto harmônicos do período de rotação de 35 dias, enquanto observações posteriores (setores 30 e 31) apresentam uma curva de luz aproximadamente constante. Essas observações sugerem que a amplitude das variações de brilho de HD 22496 varia de acordo com o ponto do ciclo de atividade da estrela.

## Sistema planetário
Em 2021 foi anunciada a descoberta de um planeta extrassolar ao redor de HD 22496, detectado pelo método da velocidade radial a partir de observações pelo espectrógrafo ESPRESSO, no Very Large Telescope. Esse foi o primeiro planeta descoberto apenas com dados do ESPRESSO, que começou a operar em 2018. O instrumento observou a estrela 41 vezes entre outubro de 2018 e abril de 2021, produzindo dados de velocidade radial com uma incerteza média de 0,18 m/s, uma ordem de magnitude melhor que o espectrógrafo HARPS. Dados do HARPS foram utilizados para criar a solução final, aumentando a significância da detecção. Os dados de velocidade radial foram modelados como um sinal com período de 5,09 dias, atribuído a um planeta em órbita, mais um sinal semiperiódico de 35 dias causado por atividade estelar. Os dados da sonda TESS descartam a possibilidade de o planeta transitar o disco de sua estrela.
Denominado HD 22496 b, o planeta detectado tem uma massa mínima de 5,6 vezes a massa da Terra (M⊕), estando na transição entre as super-Terras (rochosas) e os mini-Netunos (gasosos). A massa real do planeta (e portanto sua densidade e composição) depende da inclinação orbital, que é desconhecida, mas é considerado improvável que seja superior a 16 M⊕. A órbita do planeta é aproximadamente circular e tem um período de 5,09 dias, o que significa que o planeta está a uma distância de aproximadamente 0,05 UA da estrela, sete vezes menor que a distância de Mercúrio ao Sol.
O planeta recebe de sua estrela 22,8 vezes a irradiação que a Terra recebe do Sol, portanto é muito quente para abrigar vida como a da Terra, com uma temperatura de equilíbrio de 573 K. Os limites de detecção atuais permitem excluir a presença de planetas mais massivos que 5–7 M⊕ na zona habitável no sistema, então ainda não são sensíveis o suficiente para descobrir planetas terrestres nessa zona.
| Planeta | Massa               | Irradiação (S⊕) | Semieixo maior (UA)   | Período orbital (dias) | Excentricidade |
| ------- | ------------------- | --------------- | --------------------- | ---------------------- | -------------- |
| b       | >5,57+0,73 −0,68 M⊕ | 26+13 −10       | 0,0510+0,0024 −0,0026 | 5,09071 ± 0,00026      | < 0,15         |